# 9K52 Luna-M
Die 9K52 Luna-M ist eine von der Sowjetunion entwickelte ungelenkte nuklearwaffenfähige Kurzstreckenrakete. Die Raketen werden 9M21 bezeichnet und der NATO-Codename lautet FROG-7. FROG steht für Free Rocket Over Ground. Die Luna-M gehört zur Klasse der Battlefield short-range ballistic missiles (BSRBM). Die Raketen sind bis heute im Einsatz und zählen zu den weltweit am weitesten verbreiteten Kurzstreckenraketen.

## Entwicklung
Die 9K52 Luna-M ist das finale Modell einer Serie von sowjetischen Gefechtsfeld- und Kurzstreckenraketen. Ab den 1950er-Jahren wurde die Sowjetarmee mit den Kurzstreckenraketen 2K4 Filin (FROG-1), 2K1 Mars (FROG-2) und 2K6 Luna (FROG-3/5/6) ausgerüstet. Im März 1961 erteilte das Zentralkomitee der KPdSU und der Ministerrat der UdSSR den Auftrag zur Entwicklung von einer Mehrzweck-Kurzstreckenrakete mit einer Reichweite von mindestens 60 km. Die Entwicklung erfolgte in den Konstruktionsbüros NII-1 (ab 1967 Moskauer Institut für Wärmetechnik) und OKB-329 GKAT. Bereits im Dezember 1961 erfolgte der erste Teststart der neuen Rakete. Ab 1963 erfolgten Truppenversuche und im Jahr 1964 wurde das Raketensystem 9K52 Luna-M bei der Sowjetarmee in Dienst gestellt. Die 9K52 Luna-M wurde bis in die 1970er-Jahre im Maschinenbauwerk Wotkinsk produziert.

## Varianten

### 9K52 Luna-M
Dies ist die Standardversion, welche 1964 bei der Sowjetarmee eingeführt wurde. Die Erste Ausführung verwendet die Rakete vom Typ 9M21 (Exportbezeichnung R-65) und trägt den NATO-Codenamen FROG-7A. Ab dem Jahr 1968 wurde der verbesserte Raketentyp 9M21-1 (Exportbezeichnung R-70) verwendet. Diese Rakete wird von der NATO als FROG-7B bezeichnet.

### 9K52TS Luna-TS
Dies ist eine vereinfachte Exportversion für Staaten außerhalb vom Warschauer Pakt. Die Luna-TS kann keine Raketen mit Nukleargefechtsköpfen einsetzen.

### 9K53 Luna-MW
Die Luna-MW war eine kurzlebige Ausführung der Luna-M für den Lufttransport. Zu diesem Zweck war die Rakete auf einem leichten 9P114-Startfahrzeug installiert. Transportiert wurde dieser durch Hubschrauber vom Typ Mil Mi-6 Hook oder Mil Mi-10 Harke. Das Luna-MW-Programm wurde nach einigen Tests nicht weiter verfolgt und 1965 eingestellt.

### 9K52M Luna-3
Im Jahr 1966 begann man bei NII-1 und im TsNIIAG mit der Entwicklung der verbesserten Ausführung 9K52M Luna-3. Mit dieser Ausführung wollte man größere Schussdistanzen und eine bessere Zielgenauigkeit erreichen. Beide Ziele konnten nicht erreicht werden und die Entwicklung wurde nach 49 Teststarts im Jahr 1969 abgebrochen.

## Technik

### Fahrzeuge
Das 9P113-Startfahrzeug basiert auf dem vierachsigen LKW ZIL-135LM. Das Fahrzeug wird von zwei Achtzylinder-Ottomotoren des Typs ZIL-375 mit je 177 PS Leistung angetrieben. Jeweils ein Motor ist für die Räder auf der rechten und linken Seite zuständig. Das Fahrzeug besitzt acht Räder, wobei die vorderste und die hinterste Achse zum Steuern verwendet werden können. Das Fahrzeug wiegt unbeladen knapp 15 Tonnen. Mit der Rakete steigt das Gewicht auf rund 17,6 Tonnen. Das Fahrzeug ist mit einer vom Fahrer regelbaren Reifendruckanlage ausgestattet. Auf der Straße wird eine maximale Fahrgeschwindigkeit von 65 km/h erreicht und die maximale Reichweite beträgt 650 km. Das Fahrzeug hat eine Besatzung von vier Mann (fünf in Kriegszeiten). Der Fahrer verfügt über ein Nachtsichtgerät. Die Fahrzeugkabine verfügt über ABC-Schutz und ermöglicht der Besatzung das gefahrlose Abfeuern, ohne das Fahrzeug verlassen zu müssen. Daneben kann der Raketenstart auch über eine kabelgebundenen Bedienkonsole aus einer Entfernung erfolgen. Das 9P113-Startfahrzeug kann in einem Temperaturbereich von −40 bis +50 °C betrieben werden. Das Startfahrzeug ist 10,7 m lang, 2,8 m breit und misst in der Höhe 2,86 m (ohne Rakete). Für längere Transporte kann das Startfahrzeug mit der Eisenbahn oder mit den Transportflugzeugen vom Typ Iljuschin Il-76 und Antonow An-22 transportiert werden. Auf dem Fahrzeug ist eine Startschiene für die Rakete montiert. Die Startschiene lässt sich in Fahrtrichtung in der Horizontalen um 14° drehen (7° je Seite). In der Vertikalen kann die Startschiene in einem Winkel von 15–65° angestellt werden. Der Antrieb der Startschiene erfolgt durch einen Elektromotor. Das Startfahrzeug verfügt über einen hydraulisch betriebenen Kran. Mit dem Kran kann das Fahrzeug eine Rakete von dem 9T29-Versorgungsfahrzeug heben und auf die Startschiene aufsetzten.
Für den Einsatz der Luna-M-Batterie kommt der Kommandoposten PU-2M (9S445M), welcher auf einem LKW GAZ-66 untergebracht ist zur Anwendung. Weiter können auch die Kommandoposten 1W111-1 und 1W111-2 eingesetzt werden.
Für den Raketen-Nachschub für das 9P113-Startfahrzeug kommt der 9T29 auf LKW-Basis zum Einsatz. Auch dieses Fahrzeug basiert auf dem ZIL-135LM-LKW und transportiert drei 9M21-Raketen.

### Raketen

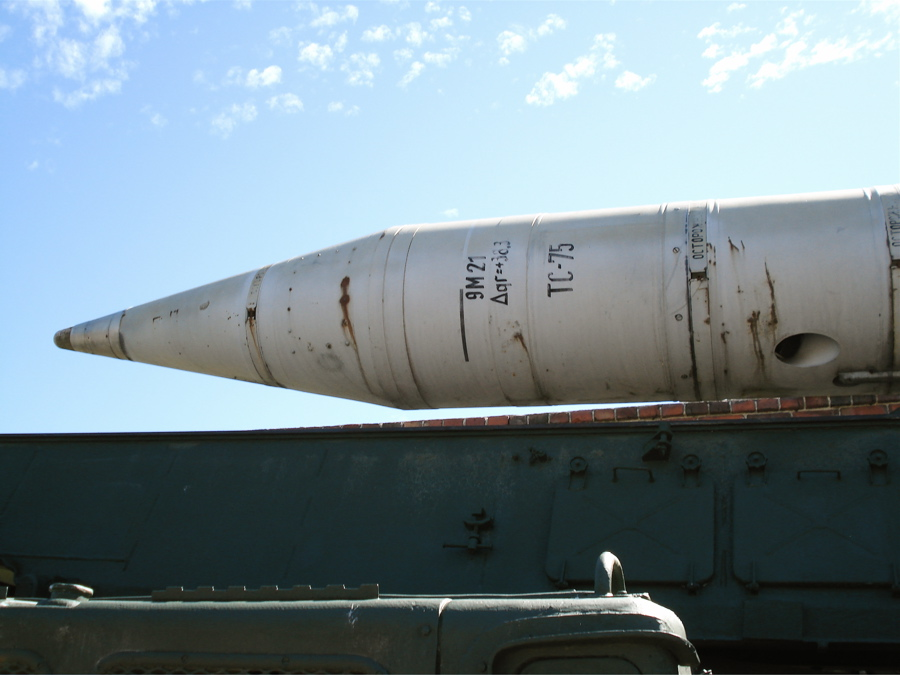
9M21-Rakete

Luna-M verwendet zwei Raketentypen. Die 1964 eingeführte Ausführung 9M21 sowie die ab 1968 produzierte Ausführung 9M21-1 mit abgeändertem Raketenkörper aus einer verbesserten Aluminium-Legierung. Die Raketen sind ungelenkt und drallstabilisiert. Am Raketenheck sind vier starre trapezförmige Stabilisierungsflächen montiert. Beide Raketentypen sind einstufige Flugkörper mit einem 9D19-Feststoffraketentriebwerk. Als Raketentreibstoff wird ein Doppelbasistreibstoff auf der Basis von Nitrocellulose verwendet. Die Raketentreibstoff-Ladungen werden 3Sch18, 3Sch18sb oder 3Sch18sb1 bezeichnet und wiegen rund 1,08 Tonnen. Die Feststoffraketentriebwerk hat eine Brenndauer von 6,8–10,8 Sekunden und beschleunigt die Rakete auf eine Geschwindigkeit von 1080–1200 m/s (rund Mach 3,6). Für den Raketenstart werden zusätzlich 16 kleine RSI-60-Raketentriebwerke gezündet. Diese sind um die Düse des 9D19-Raketentriebwerks angeordnet. Die RSI-60-Raketentriebwerke haben eine Brenndauer von rund 0,4 Sekunden. Weiter besitzt die Rakete vier Rotationstriebwerke. Diese liegen in der vorderen Rumpfsektion. Die Abgase der Rotationstriebwerke treten aus Düsen aus, die senkrecht zur Längsachse und tangential zum Umfang der Rakete angeordnet sind. Diese haben eine Brenndauer von rund 0,4 Sekunden und werden unmittelbar nach dem Start gezündet. Dadurch wird die Rakete in eine Umdrehung um ihre Längsachse versetzt, was den Flug stabilisiert.
Die 9M21-Rakete kann wahlweise mit einem Nukleargefechtskopf, einem Gefechtskopf für Chemische Kampfstoffe, einem konventionellen Splittergefechtskopf oder einem Gefechtskopf für Streumunition bestückt werden. In der Sowjetarmee war der Standardgefechtskopf nuklear und die konventionellen Gefechtsköpfe waren primär für den Export vorgesehen. In Abhängigkeit zum verwendeten Sprengkopf verändert sich die Bezeichnung der Rakete.
9M21B

Die 9M21B-Rakete ist mit dem 9N32-Nukleargefechtskopf bestückt, welcher die Nuklearladung AA-22 enthält. Diese Nuklearladung ist so aufgebaut, dass vor dem Raketenstart eine Sprengkraft von 3, 10 oder 25 kT gewählt werden kann. Der Nukleargefechtskopf wird mit einem Radar-Näherungszünder in einer Höhe 1200–1740 m zur Detonation gebracht.
9M21B1

Die 9M21B1-Rakete ist mit dem 9N32M-Nukleargefechtskopf bestückt, welcher die Nuklearladung AA-52 enthält. Diese Nuklearladung ist eine Wasserstoffbombe, bei der vor dem Raketenstart eine Sprengkraft von 5, 10, 20 oder 200 kT gewählt werden kann. Auch dieser Nukleargefechtskopf wird mit einem Radar-Näherungszünder in einer Höhe 1200–1740 m zur Detonation gebracht.
Weiter kann die 9M21B1-Rakete auch mit dem 9N32M-Nukleargefechtskopf mit der AA-38-Nuklearladung bestückt werden. Auch bei diesem Gefechtskopf kann die Sprengkraft vor dem Raketenstart in vier Stufen zwischen 5 und 250 kT gewählt werden. Dieser Gefechtskopf kann bei Bodenkontakt oder mit einem Radar-Näherungszünder in der Luft zur Detonation gebracht werden.
9M21G

Die 9M21G-Rakete ist mit dem 9N18G-Gefechtskopf für chemische Kampfstoffe bestückt. Dieser Gefechtskopf wiegt 436 kg und enthält 216 kg VX (russische Bezeichnung R-33). Der Gefechtskopf wird in einer vorselektierte Höhe von rund 1500–2000 m über dem Zielgebiet durch eine Zerlegeladung aktiviert. Durch die Detonation und den Luftstrom wird aus dem flüssigen Kampfstoff ein Aerosol gebildet, welches dann auf das Zielgebiet abregnet und dieses vergiftet.
9M21F1

Die 9M21F-Rakete ist mit dem 9N18F/F2-Mehrzweckgefechtskopf bestückt, welcher aus einer Hohlladung mit Splittermantel besteht. Der Gefechtskopf wiegt 420 kg, wovon 200 kg auf den Sprengstoff entfallen. Als Zünder kommen ein Kopfzünder und ein Seitenzünder zur Anwendung, welche bei Bodenkontakt ansprechen. Bei der Detonation auf sandigem Boden erzeugt dieser Gefechtskopf einen Krater mit einer Tiefe von rund 3,5 m und einem Durchmesser von rund 12 m. Dabei erzeugt er 15.000–16.000 Splitter, welche auf eine Fläche von 5.000–10.000 m² wirken. Mit der Hohlladung ist der Gefechtskopf in der Lage bis zu 2 m Stahlbeton zu durchbrechen.
9M21F2

Die 9M21F2-Rakete ist mit dem 9N18OF-Splittergefechtskopf bestückt. Dabei steht der Buchstabe O für Oskolotschnaja (Splittergefechtskopf), beziehungsweise F für Fugasnaja (Spreng-Gefechtskopf). Dieser Gefechtskopf kann bei Bodenkontakt oder mit einem Radar-Näherungszünder in der Luft zur Detonation gebracht werden und erzielt so eine optimale Flächenwirkung. Bei der Detonation erzeugt er mindestens 15.000 schwere und leichte Splitter.
9M21K

Die 9M21K-Rakete ist mit dem 9N18K-Gefechtskopf für Streumunition (Submunition) bestückt. Der Gefechtskopf ist mit 42 Bomblets beladen, welche aus einer Hohlladung mit Splittermantel bestehen. Diese Bomblets sind 55 cm lang, haben einen Durchmesser von 74 mm, wiegen je 7,5 kg und haben einen Sprengstoffanteil von 1,7 kg. Der 9N18K-Gefechtskopf wird in einer Höhe von 1000–1400 m durch eine Zerlegeladung aktiviert und verteilt die Streumunition über dem Zielgebiet. Die Bomblets gehen in einem kreisförmigen Gebiet mit einem Radius von 100–225 m nieder. Bei der Detonation erzeugt ein einzelnes Bomblet rund 1520 Splitter.
9M21A/D

Die 9M21A- und 9M21D-Raketen sind mit 9N18A/D-Agitationsgefechtsköpfen zum Verstreuen von Flugblättern ausgerüstet.

## Nutzung

### Gefechtsgliederung
In der Sowjetarmee war jeder motorisierten Schützen- und Panzerdivision eine Luna-M-Abteilung zugeteilt. Auch konnten einzelne Abteilungen direkt einem Armeekorps oder einer Armee unterstellt werden. Eine Luna-M-Abteilung bestand aus einer Stabsbatterie und zwei Raketenbatterien. Jede Raketenbatterie war mit zwei 9P113-Startfahrzeugen ausgerüstet (vier Startfahrzeuge in Kriegszeiten). Anfang der 1980er-Jahre hatte die Sowjetarmee 500–750 Startfahrzeuge im Bestand und für die zugehörigen 9M21-Raketen standen 652 Nukleargefechtsköpfe bereit. Ab den späten 1970er Jahren wurde die Luna-M in der Sowjetarmee durch die 9K79 Totschka (NATO-Codename SS-21 Scarab) ersetzt.

### Einsatzkonzeption
Der Start der Rakete erfolgt im Regelfall aus einer vorbereiteten Feuerstellung. Diese liegt in der Nähe vom Standort der Divisionsartillerie, rund 25 km hinter dem Vorderen Rand der Verteidigung. Die Startvorbereitungen dauern in einer unvorbereiteten Feuerstellung rund 30 Minuten und in einer vorbereiteten Stellung 10–15 Minuten. Das Nachladen des 9P113-Startfahrzeugs dauert 20 Minuten. Vor dem Start wird das Startfahrzeug auf handbediente Spindelstützen gestellt. Dann wird für die Raketen-Reichweitesteuerung der Neigungswinkel der Startschiene entsprechend eingestellt. Für kurze Zielentfernungen kann die Brennschlussgeschwindigkeit der Rakete durch die Montage von Bremsflächen am Raketenheck verringert werden. Der Kurswinkel (Azimut) wird vor dem Start grob mit der Richtung des 9P113-Startfahrzeuges festgelegt und durch Schwenken der Startschiene präzise eingestellt. Die minimale Schussdistanz beträgt 15 km und die maximale Schussdistanz liegt bei 65–68 km. Die Rakete trifft das Ziel mit einem minimalen Streukreisradius (CEP) von 700 m Längs- und 500 m Querabweichung. In Abhängigkeit zu den durchgeführten Startvorbereitungen liegt die durchschnittliche Streuung bei 1.200–2.000 m. Im Vergleich zu modernen ballistischen Boden-Boden-Raketen ist die Luna-M wenig treffsicher. Ohne einen Gefechtskopf mit CBRN-Waffen eignet sich die Luna-M nur zum Einsatz als Terrorwaffe.

## Kriegseinsätze

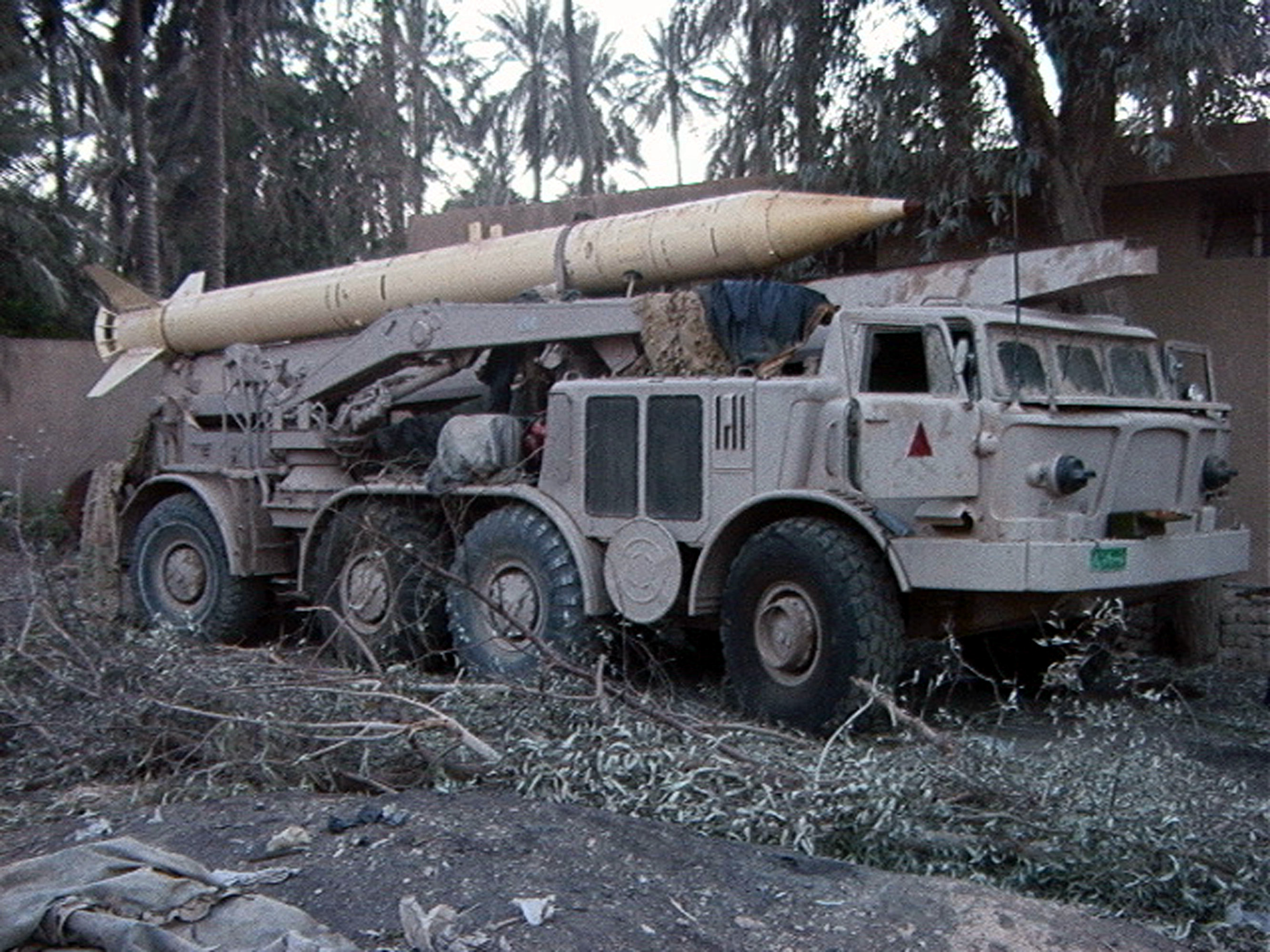
9K52 Luna-M im Jahr 2003 im Irak

Die 9K52 Luna-M kam bei verschiedenen kriegerischen Auseinandersetzungen zum Einsatz. Bei sämtlichen Gefechten hat sich die Luna-M als zuverlässig, robust aber auch wenig treffsicher erwiesen. Kriegseinsätze erfolgten während des Jom-Kippur-Kriegs von Seite Syriens und Ägyptens, im Ersten Golfkrieg (Irak-Iran-Krieg) von beiden Kriegsparteien, im Libysch-Tschadischen Grenzkrieg von Seite Libyens, bei der Sowjetischen Intervention in Afghanistan von Seite der Sowjetarmee sowie im darauffolgenden Afghanischen Bürgerkrieg von Seite der Regierungsarmee. Weiter kam die Luna-M im Zweiten Golfkrieg, während dem Bürgerkrieg in Jemen, im Bosnienkrieg von Seiten der Serben, im Irakkrieg und im Ersten Tschetschenienkrieg von Seiten Russlands zum Einsatz. In jüngerer Zeit wurde die Luna-M im Bürgerkrieg in Libyen 2011 und im Syrischen Bürgerkrieg eingesetzt.

## Verbreitung
Die Raketen des Typs 9K52 Luna-M erfuhren nach ihrer Einführung bei den sowjetischen Streitkräften eine umfangreiche Proliferation. Ab 1964 wurde die Luna-M in die Warschauer-Pakt-Staaten exportiert. Nach dem Export in diese Staaten wurden mehrere Hundert 9K52 Luna-M und tausende Raketen nach Afrika, Asien und in die Arabische Welt exportiert. Im Irak diente die Luna-M als Ausgangsmodell für die Eigenentwicklung al Ababil (Laith 90) und im Iran wurde sie als Basis für die eigene Zelzal-Raketenfamilie verwendet. Von einigen Ländern wird die Luna-M trotz ihres Alters nach wie vor genutzt. Die Luna-M ist, bzw. war in den folgenden Staaten im Dienst:
- Afghanistan
- Algerien
- Angola
- Ägypten
- Armenien
- Belarus
- Bulgarien
- Deutsche Demokratische Republik
- Georgien
- Indien
- Iran
- Irak
- Jemen
- Jugoslawien
- Kasachstan
- Kuba
- Kuwait
- Libyen
- Nordkorea
- Polen
- Rumänien
- Sowjetunion
- Syrien
- Tschechoslowakei
- Ungarn
- Ukraine